# Acalypha jardinii
Acalypha jardinii é uma espécie de flor do gênero Acalypha, pertencente à família Euphorbiaceae.